# Furelos
Furelos o San Juan de Furelos (llamada oficialmente San Xoán de Furelos) es una parroquia del municipio de Mellid, en la provincia de La Coruña, Galicia, España.

## Entidades de población
Entidades de población que forman parte de la parroquia:
- Furelos
- Petos
- Piñor
- Vilanova

## Demografía
| Gráfica de evolución demográfica de Furelos entre 2000 y 2018 |
|                                                               |
| Población de derecho según el padrón municipal del INE        |